# Heradion pernix
Heradion pernix is een spinnensoort in de taxonomische indeling van de mierenjagers (Zodariidae).
Het dier behoort tot het geslacht Heradion. De wetenschappelijke naam van de soort werd voor het eerst geldig gepubliceerd in 2004 door Pakawin Dankittipakul & Rudy Jocqué.